# Győző Kulcsár
Győző Kulcsár (* 18. Oktober 1940 in Budapest, Königreich Ungarn; † 19. September 2018 ebenda) war ein ungarischer Degenfechter und vierfacher Olympiasieger.
Er nahm 1964 mit der ungarischen Degenmannschaft an den Olympischen Spielen in Tokio teil und gewann dort die Goldmedaille. Diesen Erfolg mit der Mannschaft konnte er 1968 und 1972 wiederholen. 1976 in Montreal wurde er mit der Mannschaft Vierter. 
Auch in den Einzelwettkämpfen war er sehr erfolgreich. Nachdem er in Tokio den Einzelwettkampf noch als Neunter abgeschlossen hatte, gelang ihm in Mexiko-Stadt der Olympiasieg auch im Einzel. In München und in Montreal gewann er nochmals zwei Medaillen im Einzel und wurde jeweils Dritter. 